# Лидийско-милетская война
Лидийско-милетская война (626—615 годы до н. э.) — велась древней Лидией с Милетом. 
Лидийский царь Ардис (650—630 до н. э.), преемник Гига (708—650 до н. э.), по изгнании из Лидии киммерийцев, предводитель которых Лигдамид подверг опустошению всё государство, начал войну с Милетом. Однако милетский тиран Фрасибул, получивший подкрепления с острова Хиос, отбил все нападения лидийцев, хотя последние, благодаря своему численному превосходству в коннице, одержали две победы у Лимения и Меандра. Однако, стены города устояли против всех нападений врагов, так что военные действия лидийцев в течение нескольких лет ограничивались лишь вторжениями в милетские пределы. Царю Ардису удалось только взять соседний с Милетом город Приену, а преемник его Садиатт (630—618 до н. э.), осаждавший также и Смирну, не завоевал ничего. 
Следующий царь Алиатт (618—562 до н. э.), продолживший вторжения, видя опасность для государства со стороны возрождавшейся Мидии и не надеясь сломить стойкость милетцев, в 615 году до н. э. заключил с ними мир.